# كيمي دورجي
كيمي دورجي (22 ديسمبر 1993 في بوتان - ) هو لاعب كرة قدم بوتاني في مركز الوسط. شارك مع منتخب بوتان لكرة القدم. أما مع النوادي، فقد لعب مع Druk Stars FC ‏.

## روابط خارجية
- كيمي دورجي على موقع قاعدة بيانات كرة القدم.إي يو (الإنجليزية)
- كيمي دورجي على موقع ناشيونال فوتبول تيمز (الإنجليزية)